# Скалы де Гарсия
Скалы де Гарсия (исп. Roques de García) — скальные образования, расположенные ниже вулкана Тейде на острове Тенерифе (Испания). Наиболее заметной здесь является скала Синчадо, которая имеет массивную верхушку и тонкое основание, а формой напоминает окаменевшее дерево. Эта скала является одним из символов острова Тенерифе.

## Описание
Необычная форма скал связана с тем, что они имеют неоднородную слоеную структуру. Под действием многолетней эрозии, различные слои разрушались неравномерно. Вершина Синчадо состоит из более прочного материала, чем его основание — отсюда и форма, напоминающая дерево на тонком стволе.
Наивысшая точка La Catedral составляет 200 м.
Помимо самих скал, интерес представляет и окружающий их район. Так, здесь есть хорошая точка для фотографирования, откуда открывается масштабный вид на район Лас Каньядас.

Скала Синчадо появлялась в 1982–1987 годах на купюре в 1000 испанских песет.

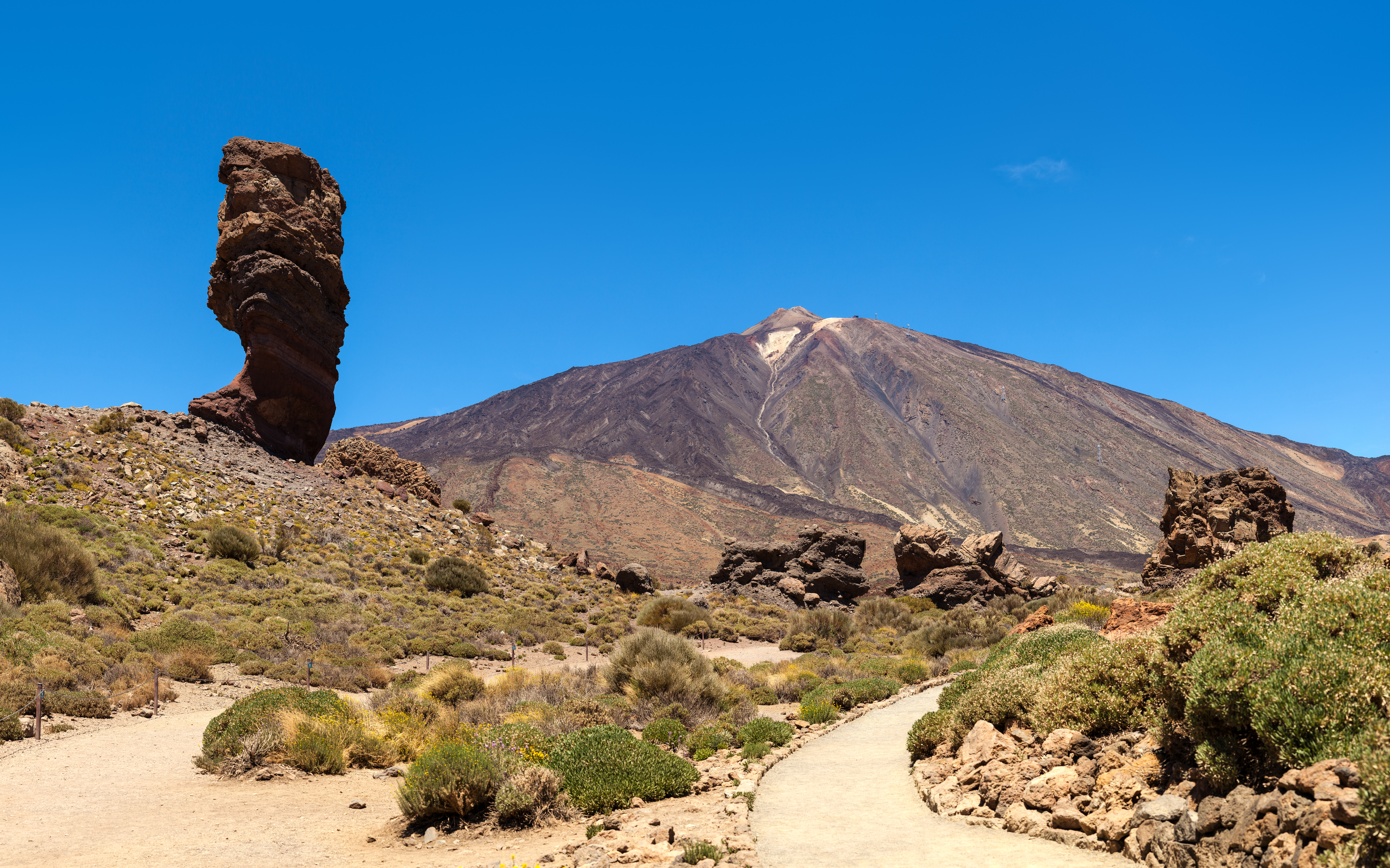
Скала Синчадо и Тейде
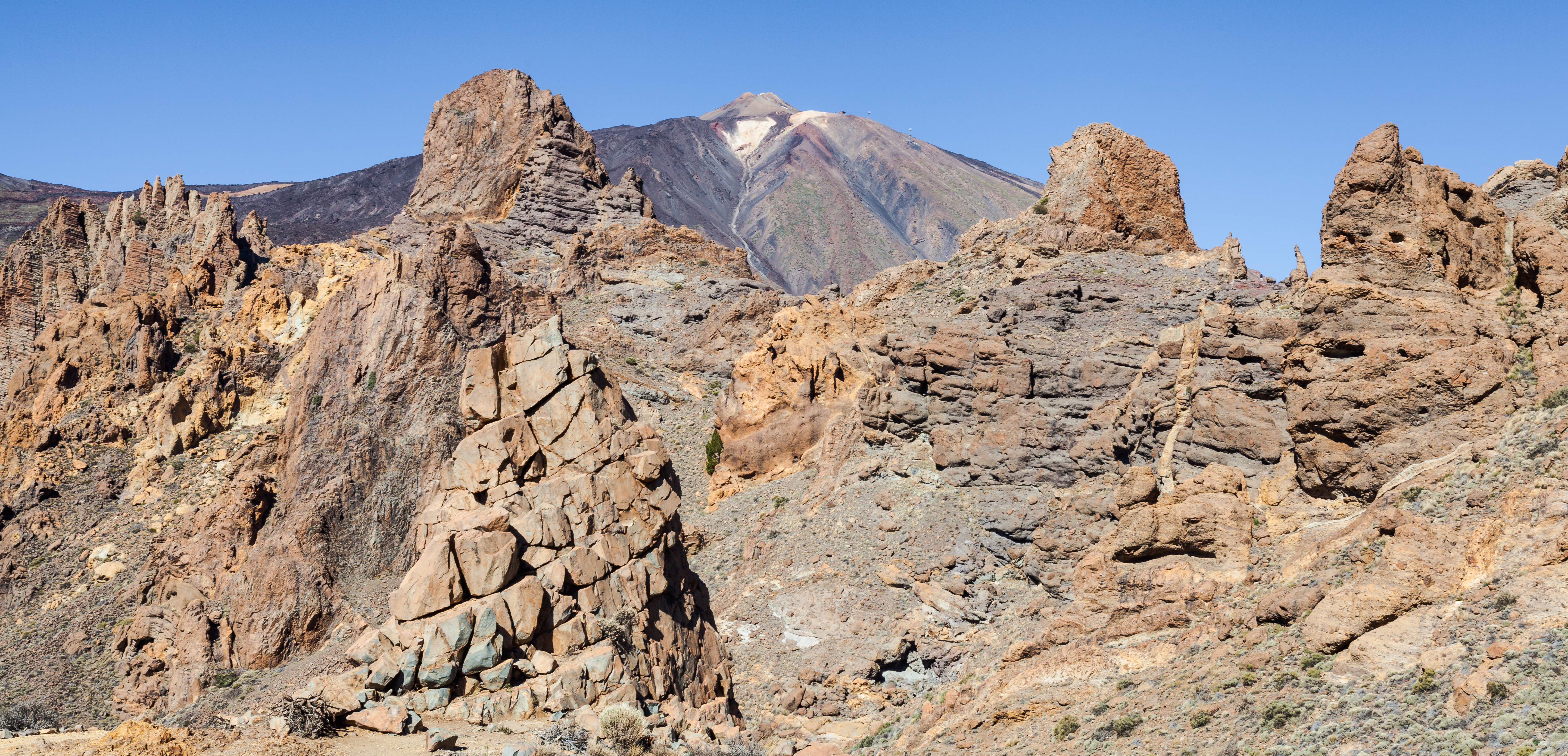
Скалы де Гарсия
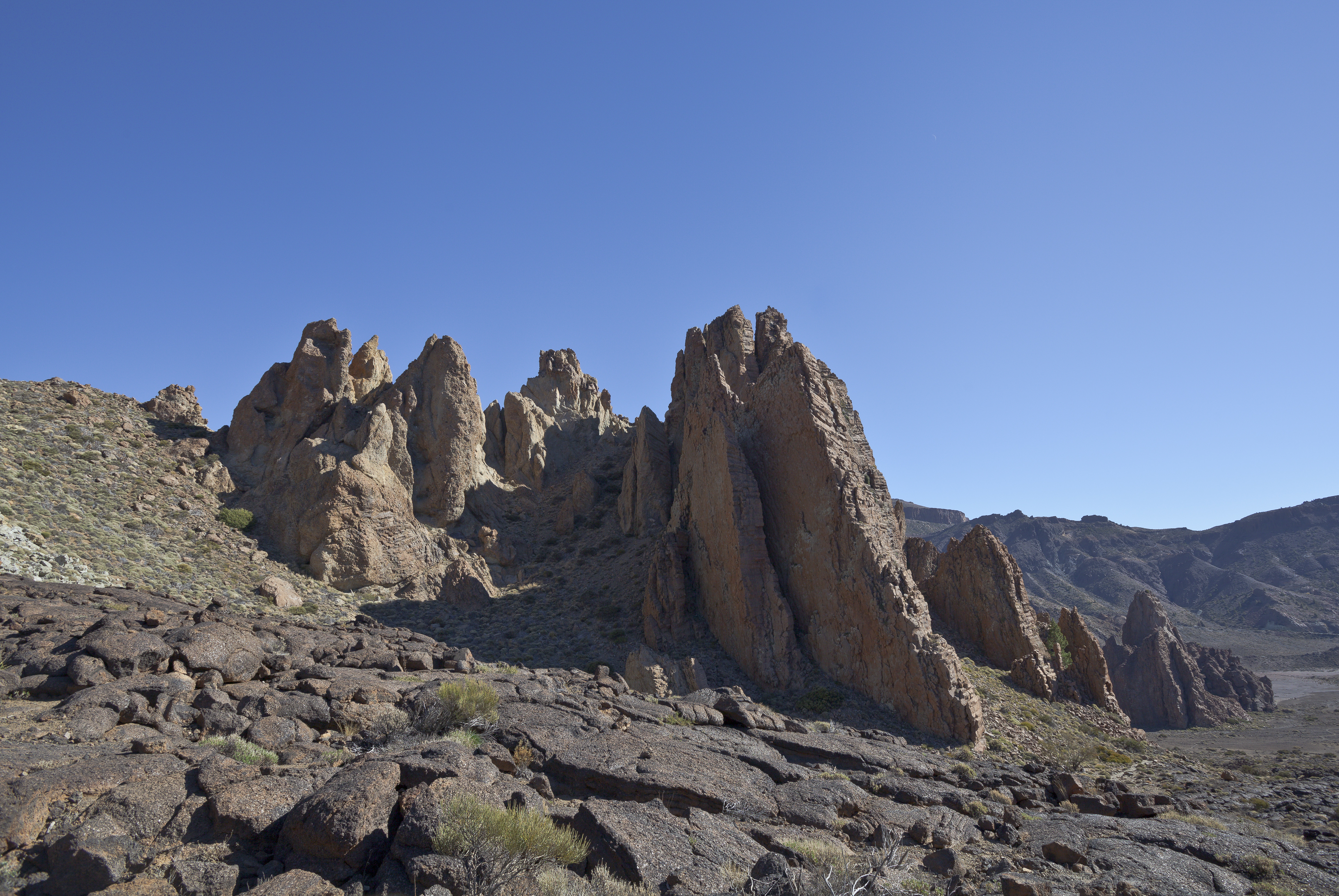
Вид на район Лас Каньядас
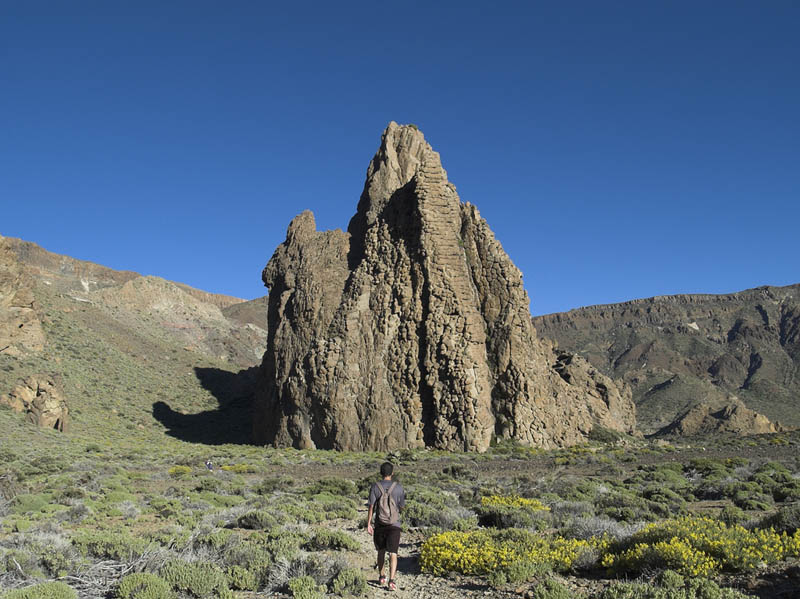
Скала La Catedral стоит в жерле потухшего вулкана